# Pedra Azul
Pedra Azul est une municipalité de l'État du Minas Gerais au Brésil.Elle fait partie de la Microrégion de Pedra Azul dans la Mésorégion du Jequitinhonha.

## Démographie et géographie
Sa population était estimée à 24 612 habitants en 2013, elle s'étend sur 1 618,686 km2.